# Physoglenes vivesi
Physoglenes vivesi és una espècie d'aranyes araneomorfes de la família dels família dels fisoglènids (Physoglenidae). Fou descrita per primera vegada l'any 1904 per Eugène Simon. Aquesta espècie és endèmica de la regió de Valparaiso, a Xile.
El mascle descrit per Forster, Platnick i Coddington l'any 1990 mesura 3,11 mm.